# Die Lieblingsfrau des Maharadscha (1917)

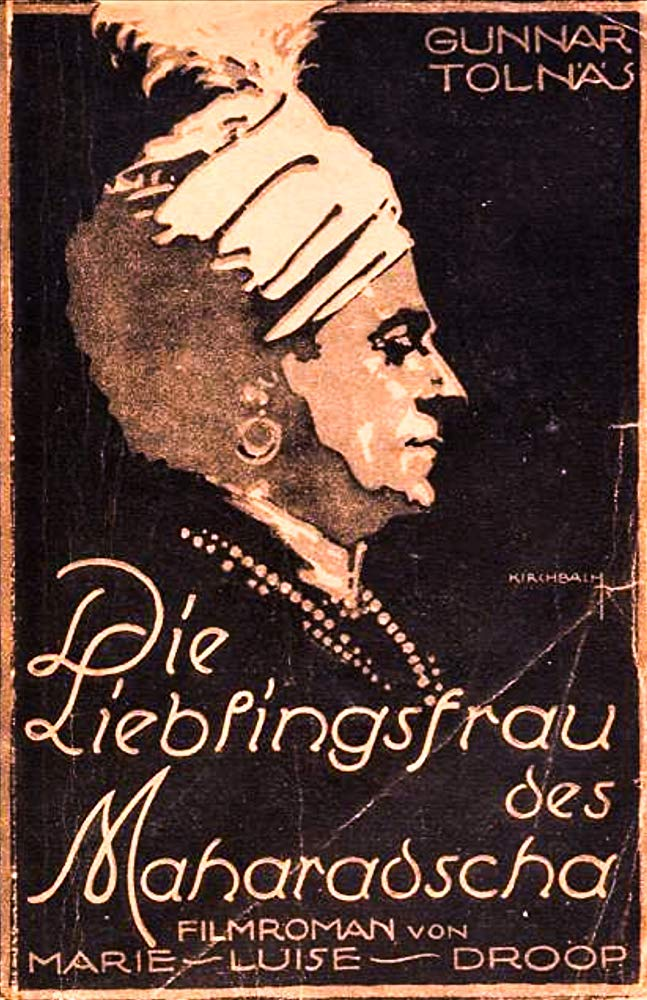
Die Lieblingsfrau des Maharadscha (deutschsprachiges Plakat von 1917)

Die Lieblingsfrau des Maharadscha ist ein dänisches Stummfilmdrama  aus dem Jahre 1917 von Robert Dinesen mit Gunnar Tolnæs in der männlichen Hauptrolle.

## Handlung
An einem luxuriösen Badeort, den hauptsächlich betuchte Europäer besuchen, lernt die junge Offizierstochter Elly von Langen den enigmatischen Maharadscha von Bhagalpur kennen. Sie hat soeben dem Werben ihres Cousins Kuno von Falkenberg widerstanden und folgt deshalb nur allzu willig dem interessanten Fremden in seinen indischen Palast. Zu ihrer Bestürzung hält sich ihr galanter Traummann daheim gleich einen ganzen Harem. Und das weitläufige Anwesen darf sie auch nicht ohne seine Genehmigung verlassen. Aber immerhin verspricht er Elly, dass sie unter all seinen Frauen eine Favoritenstellung einnehmen werde. Da niemand ihrer Angehörigen weiß, wohin Elly verschwunden ist, glaubt man in ihrer Familie und in ihrem Freundeskreis, dass sie beim Baden ertrunken sei.
Eines Tages erreicht ein Schiff Indien. An Bord befindet sich auch Kuno von Falkenberg. Der Maharadscha gibt seinen europäischen Gästen zu Ehren einen Empfang in seinem Palast. Der Maharadscha stellt den Offizieren seine Gemahlin vor, und Elly und Kuno erkennen sich sofort wieder. Kuno beschuldigt den indischen Fürsten, Elly hierhin entführt zu haben und gegen ihren Willen festzuhalten, und auch Elly scheint nur auf eine Gelegenheit zu hoffen, schnellstmöglich den strengen Sitten ihres goldenen Käfigs entfliehen zu können. Der Maharadscha sieht ein, dass es wenig Sinn ergibt, seine Lieblingsfrau gegen ihren Willen festzuhalten. Er lässt ihr daraufhin ihre europäischen Kleider zurückgeben und weist seine Wachen an, sie nicht festzuhalten, sollte sie zu entfliehen versuchen. Gerührt von diesem echten Liebesbeweis, dreht Elly außerhalb des Tores der Palastmauern um und sinkt ihrem Gemahl, der ihr traurig nachgeschaut hatte, in die Arme. Sie beschließt zu bleiben.

## Produktionsnotizen
Der 1916 gedrehte Film fand seine Welturaufführung am 31. Januar 1917 in Kopenhagen. Er war ein derart großer Kassenerfolg – nicht nur in Dänemark, sondern auch in Deutschland und im anderen Ausland – dass er Hauptdarsteller Tolnæs große Popularität einbrachte und zu drei Fortsetzungen führte, in denen Tolnæs seine alte Rolle wiederaufnahm:
- Die Lieblingsfrau des Maharadscha. Zweiter Teil (Maharadjahens yndlingshustru II). Dänemark 1918, Regie: August Blom
- Die Lieblingsfrau des Maharadscha, 3. Teil. Deutschland 1920, Regie: Max Mack
- Die Lieblingsfrau des Maharadscha (Maharadjahens yndlingshustru III). Dänemark 1925, Regie: A. W. Sandberg

Wann genau Die Lieblingsfrau des Maharadscha in Deutschland anlief, ist nicht bekannt. In Österreich-Ungarn konnte man den Film noch im Uraufführungsjahr 1917 sehen.

## Filmmusik
Der Kinokapellmeister und Komponist Alexander Schirmann schrieb die Illustrationsmusik zu dem Film; bekannt wurde daraus das ‘Indische Intermezzo’ mit dem Gesangstext “Braune Haremsfrau” von Richard Bars, das unter dem Titel “Maharadscha-Step” nach 1920 auch auf Grammophonplatten erschien.

## Kritik
In Paimann’s Filmlisten heißt es: „Stoff spannend, hochdramatisch. Spiel und Photos ausgezeichnet. Szenerie sehr gut, Haremsszenen prima“.